# Décès en septembre 1927
Décès
- 1923
- 1924
- 1925
- 1926
- 1927
- 1928
- 1929
- 1930
- 1931

Pour une information complémentaire, voir la page d'aide.

| Date         | Nom       | Pays                   | Activités                        | Âge | Source |
| ------------ | --------- | ---------------------- | -------------------------------- | --- | ------ |
| 14 septembre | Hugo Ball | Drapeau de l'Allemagne | Écrivain et poète dada allemand. | 41  |        |